# Cosmos 959
Cosmos 959 (en cirílico, Космос 959) fue un satélite artificial militar soviético perteneciente a la clase de satélites DS (de tipo DS-P1-M) y lanzado el 21 de octubre de 1977 mediante un cohete Kosmos-3 desde el cosmódromo de Plesetsk.

## Objetivos
Cosmos 959 fue parte de un sistema de satélites utilizados como objetivos de prueba para el programa de armas antisatélite IS y para armas antimisiles. Los satélites del tipo DS-P1-M no se limitaban a ser satélites pasivos, sino que tenían sensores para registrar la dirección e intensidad del impacto entre otros parámetros. El sistema estuvo en funcionamiento hasta 1983, año en que la Unión Soviética abandonó el programa de armas antisatélite.
El propósito declarado por la Unión Soviética ante la Organización de las Naciones Unidas en el momento del lanzamiento era realizar "investigaciones de la atmósfera superior y el espacio exterior".

## Características
El satélite tenía una masa de 900 kg (aunque otras fuentes apuntan a 650 kg) y forma de poliedro hexagonal. El satélite fue inyectado inicialmente en una órbita con un perigeo de 153 km y un apogeo de 891 km, con una inclinación orbital de 66 grados y un período de 94,6 minutos.
Cosmos 909 fue el objetivo del interceptor Cosmos 961, lanzado siete días más tarde y destruyendo a su objetivo.